# Anton Ludvig Köhler
Anton Ludvig Köhler, född 11 oktober 1828 i Visby, död 6 juni 1907 i Visby.
Köhler var instrumentmakare i Visby och var även fotograf och urmakare.

## Biografi
Köhler föddes 11 oktober 1828 i Visby. Han var son till vaktmästaren Johan Mathias Köhler och Anna Stina Söderberg.
Köhler var mellan 1844 och 1854 i Stockholm.
1854 flyttade Köhler till andra kvarteret 36 i Visby och blev gesäll hos urmakaren Carl Petter Palm. Köhler avled 6 juni 1907 i Visby.
Köhler gifte sig 21 november 1858 med Johanna Palm (1838-1917). Dotter till urmakare Palm. De fick tillsammans barnen Anna Carolina (1861-1861), Jenny Theresia (född 1862), Knut (född 1864) och Ernst Ludvig (1870-1871).